# Rolo Tomassi
Rolo Tomassi ist eine englische Jazzcore- und Mathcore-Band aus Sheffield, die im Jahr 2005 gegründet wurde.

## Geschichte
Die Band wurde im Jahr 2005 gegründet und nach einer Figur aus dem Film L.A. Confidential benannt. Sie bestand aus der Sängerin Eva Spence, ihrem Bruder dem  Keyboarder James Spence, dem Gitarristen Joe Nicholson, dem Bassisten Joseph Thorpe und dem Schlagzeuger Edward Dutton, wobei einige Mitglieder bereits seit dreizehn Jahren zusammen spielten. Nachdem die Gruppe einige selbstfinanzierte EPs bei dem Label Holy Roar Records veröffentlicht hatte, unterzeichnete sie 2008 einen Vertrag bei Hassle Records. Im selben Jahr spielte sie zudem auf dem Download-Festival und ging zusammen mit Gallows und Throats auf Tournee durch Großbritannien und veröffentlichte ihr Debütalbum Hysterics. Im folgenden Jahr spielte die Band unter anderem auf dem Nova Rock. Im Jahr 2010 wurde das zweite Album Cosmology mit dem Produzenten Wesley Pentz aufgenommen und im selben Jahr veröffentlicht. Zudem trat die Band zusammen mit Biffy Clyro bei Channel 4 auf und veröffentlichte die Kompilation Eternal Youth, die 36 bisher unveröffentlichte Lieder enthielt. 2010 spielte die Band zudem unter anderem auch auf dem Slam Dunk Festival und dem Soundwave Festival.

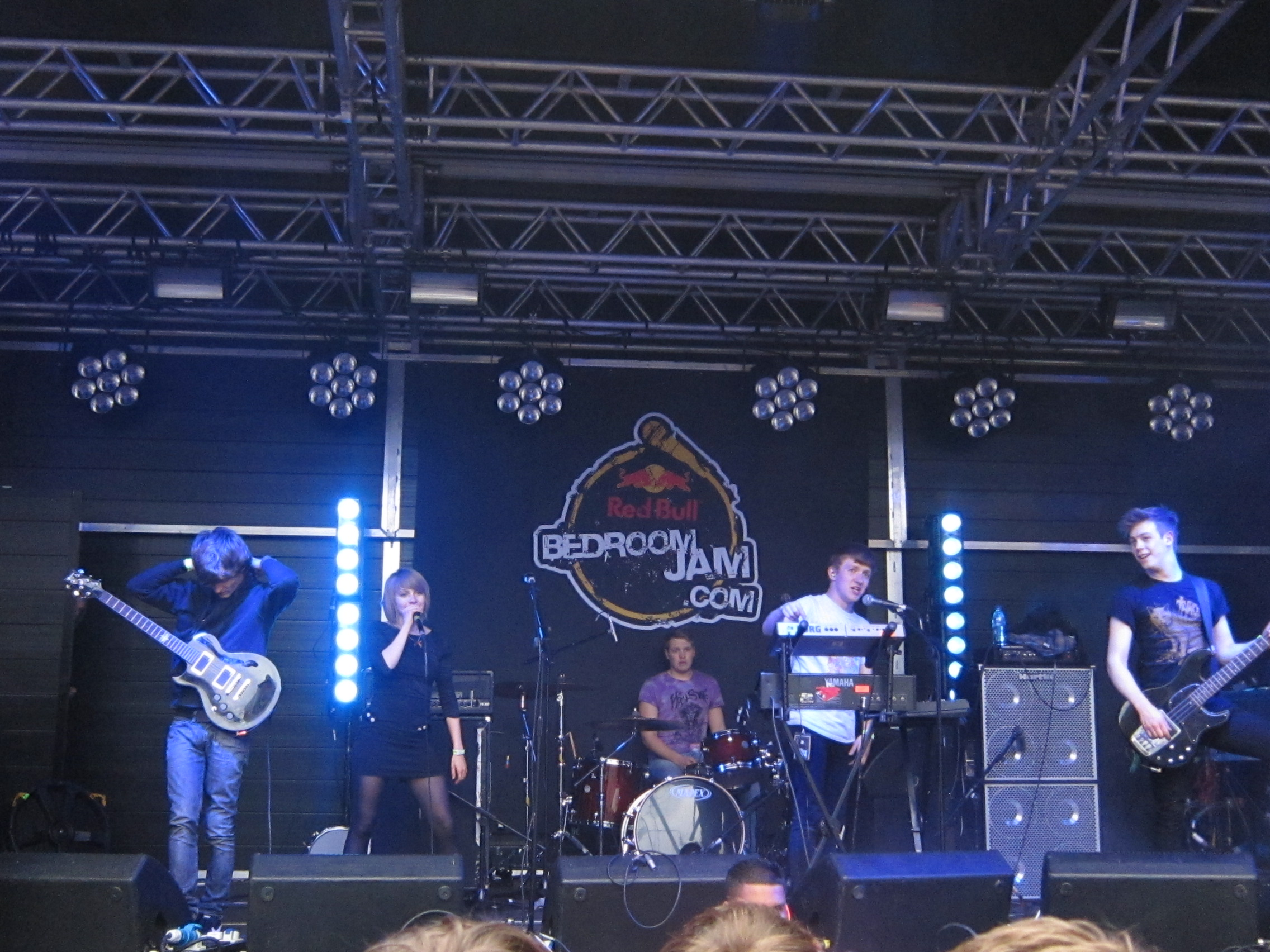
Rolo Tomassi auf dem Candem Crawl im Jahr 2010. Von links nach rechts: Joe Nicholson, Eva Spence, Edward Dutton, James Spence and Joseph Thorpe

Anfang 2012 kamen Chris Cayford und Nathan Fairweather zur Besetzung, die Joseph Thorpe und Joe Nicholson ersetzten. Im selben Jahr folgte das nächste Album Astraea.

## Stil
Laut Jon O’Brien von Allmusic spielt die Band eine Mischung aus Mathcore, Acid Jazz und progressivem Hardcore Punk. Sie sei durch Gruppen wie Converge, King Crimson und den Saxophonisten John Coltrane beeinflusst worden. Matthias Manthe von laut.de bezeichnete die Musik auf Hysterics als Spazzcore und Grindcore. Der Gesang hierbei sei sehr abwechslungsreich und bemerkenswert ungewöhnlich für eine Frau. Neben unverständlichem gutturalem Gesang gebe es auch gelegentlich verständliche Gesangspassagen. Der Gesang mache „nachts in dunklen Gassen sicher sogar Jakob Bannon wortkarg“. Wie die Band Trencher hätten Rolo Tomassi die Genre Casiogrind und Cybergrind beeinflusst. Zudem arbeite die Band neben Elementen aus dem Noise auch Einflüsse aus dem experimentellen Jazz mit ein. Das Lied Everything Went Grey weise Einflüsse von Envy auf, während Nine ruhiger sei und der Rest nach The Dillinger Escape Plan klinge. Laut Melanie Aschenbrenner vom Metal Hammer in ihrer Rezension zu Hysterics erinnern die Basslinien im Lied Oh Hello Ghost stark an die 1980er Jahre. Der Gesang erinnere zum einen stark Curve, Kate Bush und Katie Jane Garside, zum anderen gebe es jedoch auch aggressives Screamo-Geschrei wie im Lied I Love Turbulence. Das Lied Abraxas erinnere gegen Ende an Commodore 64 und Enter Shikari. Laut Aschenbrenner ist Cosmology im Vergleich zu Hysterics weniger chaotisch und aggressiv. Eva Spence klinge jedoch „entmenschter denn je“. Das titelgebende Lied weise einen Shoegazing-Einfluss auf, sei jedoch belanglos. Laut Jenny Kracht vom Ox-Fanzine sei die Musik auf Hysterics nichts für ungeübte Ohren. Eva Spencers „zuckersüßes Stimmchen“ würde sich gut mit dem „herrlich fiese[n] Grindcore-Gegrunze“ ergänzen. Zudem gebe es „seichte, elektronische Einstreuungen“ und „avantgardistisch anmutendes Nintendo-Gedudel“. Die Musik sei mit der von Botch, Converge und The Dillinger Escape Plan vergleichbar. Kracht befand in einer späteren Ausgabe, dass die Band mit ihrem zweiten Album an den Vorgänger anknüpft, der „einen Nachgeschmack von hysterischem Post-Hardcore hinterließ“. Eine Ausgabe zuvor hatte Nadine Maas Cosmology ebenfalls rezensiert. Sie fand es schwer, das Album einem Genre zuzuordnen und schwankte zwischen modernem Hardcore Punk, Noise und Mathcore. In den Liedern setze man auch auf teils genrefremde Instrumente wie etwa eine Panflöte. Laut Kracht ist auf Eternal Youth Grindcore- und Screamo-Gesang zu hören. Die Musik werde durch Elemente aus Hardcore Punk, Post-Rock, Ambient, Metal, Rock, Jazz sowie „diverse[n] treibende[n] elektronische[n] Spielarten, inklusive Synthie- und Nintendo-Geballer vom Allergemeinsten“ angereichert.

## Diskografie

### Alben
- 2008: Hysterics (Hassle Records)
- 2010: Cosmology (Hassle Records/Holy Roar Records)
- 2012: Astraea (Destination Moon Records)
- 2015: Grievances (Holy Roar Records)
- 2018: Time Will Die and Love Will Bury It (Holy Roar Records)
- 2022: Where Myth Becomes Memory

### Kompilationen
- 2011: Eternal Youth (Destination Moon Records)

### EPs und Splits
- 2006: A Split 7" Record (Split mit Mirror! Mirror!, Speedowax Records)
- 2006: Untitled EP (EP, Holy Roar Records)
- 2007: Rolo Tomassi (EP, Danger!Laser!Phaser!Razor! Records)
- 2007: Rolo Tomassi / Cutting Pink with Knives (Split mit Cutting Pink with Knives, Yehonala Tapes)
- 2009: Throats / Rolo Tomassi (Split mit Throats, Hassle Records)
- 2009: Beatrotter Remix (Split mit Please Will, Tape Club Records)
- 2009: Acoustics/Remixes (EP, Hassle Records)
- 2009: Cancer Bats / Rolo Tomassi (Split mit Cancer Bats, Hassle Records)
- 2019: Party Wounds (EP, Hassle Records)
- 2011: Rolo Tomassi / Antares (Split mit Antares, Hassle Records/Holy Roar Records)
- 2011: Mount Celestia (EP, Hassle Records)
- 2012: Old Mystics (EP, Destination Moon Records)
- 2014: Rolo Tomassi / Stockades (Split mit Stockades, Tangled Talk)

### Singles
- 2008: Digital History / Beatrotter (Single, Holy Roar Records)

### Demos
- 2005: 4 Track Demo Cassette (Danger!Laser!Phaser!Razor! Records)
- 2006: Credit Card CD (Mayday! Records)